# Омар Ель-Каддурі
Омар Ель-Каддурі (фр. Omar El Kaddouri, нар. 21 серпня 1990, Брюссель) — марокканський футболіст, півзахисник грецького клубу ПАОК і збірної Марокко.

## Клубна кар'єра
Народився 21 серпня 1990 року в Брюсселі в сім'ї вихідців з Марокко. Вихованець футбольної школи «Андерлехта», проте до основної команди пробитись так і не зумів.
У дорослому футболі дебютував 2008 року виступами за італійську «Брешію», проте за два сезони взяв участь лише в одному матчі чемпіонату і у двох кубкових двобоях, тому протягом сезону 2010–11 років на правах оренди захищав кольори «Зюйдтіроля», що грав у третьому за рівнем дивізіоні Італії.
В оренді Омар став основним гравцем і своєю грою привернув увагу представників тренерського штабу «Брешії», яка влітку 2011 року повернула гравця. Цього разу Ель-Каддурі став лідером клуба з Брешії, провівши за сезон 40 ігор.
Така гра не залишилась непоміченою клубами елітного дивізіону і 24 серпня 2012 року приєднався до «Наполі», яке заплатило за футболіста 2 млн євро. Проте в новій команді не зміг виграти конкуренцію і здебільшого виходить на заміни. 2013 року приєднався на умовах оренди до «Торіно», в якому протягом наступних двох сезонів був серед гравців основного слкаду. Повернувшись 2015 року до «Наполі», почав отримувати більше ігрового часу, проте стабільним гравцем «основи» так й не став.
Тож 31 січня 2017 року перейшов до одного з аутсайдерів Серії A, з яким уклав трирічний контракт і якому не зміг допомогти в сезоні 2016/17 зберегти місце в елітній італійській лізі.
У серпні 2017 року новим клубом футболіста став грецький ПАОК.

## Виступи за збірні
Протягом 2011–2012 років залучався до складу молодіжної збірної Бельгії. На молодіжному рівні зіграв у 2 офіційних матчах, забив 1 гол.
Але 2012 року вирішив виступати за свою історичну батьківщину, взявши участь в складі олімпійської збірної Марокко на Олімпійських іграх 2012 року у Лондоні, де зіграв у двох матчах.
2013 року дебютував в офіційних матчах у складі національної збірної Марокко. У складі збірної був учасником Кубка африканських націй 2017 року у Габоні.

## Статистика виступів

### Статистика клубних виступів
Статистикастаном на 22 травня 2019 року.
| Сезон              | Команда            | Чемпіонат          | Чемпіонат | Чемпіонат | Кубок | Кубок | Кубок | Континентальні кубки | Континентальні кубки | Континентальні кубки | Інші змагання | Інші змагання | Інші змагання | Усього | Усього |
| Сезон              | Команда            | Ліга               | Ігор      | Голів     | Ліга  | Ігор  | Голів | Ліга                 | Ігор                 | Голів                | Ліга          | Ігор          | Голів         | Ігор   | Голів  |
| ------------------ | ------------------ | ------------------ | --------- | --------- | ----- | ----- | ----- | -------------------- | -------------------- | -------------------- | ------------- | ------------- | ------------- | ------ | ------ |
| 2008-09            | «Брешія»           | B                  | 1         | 0         | КІ    | 0     | 0     | —                    | —                    | —                    | —             | —             | —             | 1      | 0      |
| 2009-10            | «Брешія»           | B                  | 0         | 0         | КІ    | 2     | 0     | —                    | —                    | —                    | —             | —             | —             | 2      | 0      |
| 2010-11            | «Зюйдтіроль»       | ЛПД1               | 31        | 2         | КІ-ЛП | ?     | ?     | —                    | —                    | —                    | —             | —             | —             | 31     | 2      |
| 2011-12            | «Брешія»           | B                  | 38        | 7         | КІ    | 2     | 0     | —                    | —                    | —                    | —             | —             | —             | 40     | 7      |
| Усього за «Брешію» | Усього за «Брешію» | Усього за «Брешію» | 39        | 7         |       | 4     | 0     |                      | 0                    | 0                    |               | 0             | 0             | 43     | 7      |
| 2012-13            | «Наполі»           | A                  | 7         | 0         | КІ    | 1     | 0     | ЛЄ                   | 4                    | 0                    | СІ            | 0             | 0             | 12     | 0      |
| 2013–14            | «Торіно»           | A                  | 29        | 5         | КІ    | 1     | 0     | -                    | -                    | -                    | -             | -             | -             | 30     | 5      |
| 2014–15            | «Торіно»           | A                  | 32        | 3         | КІ    | 1     | 0     | ЛЄ                   | 13                   | 1                    | -             | -             | -             | 46     | 4      |
| Усього за «Торіно» | Усього за «Торіно» | Усього за «Торіно» | 61        | 8         |       | 2     | 0     |                      | 13                   | 1                    |               | -             | -             | 76     | 9      |
| 2015–16            | «Наполі»           | A                  | 20        | 1         | КІ    | 1     | 1     | ЛЄ                   | 5                    | 1                    | -             | -             | -             | 26     | 3      |
| 2016-січ. 2017     | «Наполі»           | A                  | 5         | 0         | КІ    | 0     | 0     | ЛЧ                   | 0                    | 0                    | -             | -             | -             | 5      | 0      |
| Усього за «Наполі» | Усього за «Наполі» | Усього за «Наполі» | 32        | 1         |       | 2     | 1     |                      | 9                    | 1                    |               | -             | -             | 43     | 3      |
| січ.-черв. 2017    | «Емполі»           | A                  | 15        | 3         | КІ    | 0     | 0     | -                    | -                    | -                    | -             | -             | -             | 15     | 3      |
| серп. 2017         | «Емполі»           | B                  | 0         | 0         | КІ    | 1     | 0     | -                    | -                    | -                    | -             | -             | -             | 1      | 0      |
| Усього за «Емполі» | Усього за «Емполі» | Усього за «Емполі» | 32        | 1         |       | 1     | 0     |                      | -                    | -                    |               | -             | -             | 33     | 1      |
| серп. 2017–18      | ПАОК               | СЛ                 | 18        | 1         | КН    | 3     | 1     | -                    | -                    | -                    | -             | -             | -             | 21     | 2      |
| 2018–19            | ПАОК               | СЛ                 | 5         | 1         | КН    | 1     | 0     | ЛЄ                   | 1                    | 0                    | -             | -             | -             | 7      | 1      |
| Усього за кар'єру  | Усього за кар'єру  | Усього за кар'єру  | 201       | 23        |       | 15    | 2     |                      | 23                   | 2                    |               | -             | -             | 239    | 26     |

### Статистика виступів за збірну
| Дата       | Місто            | Господарі            | Результат | Гості                            | Турнір                                   | Голи | Примітки |
| ---------- | ---------------- | -------------------- | --------- | -------------------------------- | ---------------------------------------- | ---- | -------- |
| 14-8-2013  | Танжер           | Марокко              | 1 – 2     | Буркіна-Фасо                     | товариський матч                         | -    |          |
| 7-9-2013   | Абіджан          | Кот-д'Івуар          | 1 – 1     | Марокко                          | Відбір до ЧС 2014                        | -    | 89'      |
| 11-10-2013 | Агадір (місто)   | Марокко              | 1 – 1     | ПАР                              | товариський матч                         | -    | 46'      |
| 5-3-2014   | Марракеш         | Марокко              | 1 – 1     | Габон                            | товариський матч                         | -    | 57'      |
| 23-5-2014  | Фару             | Мозамбік             | 0 – 4     | Марокко                          | товариський матч                         | 1    | 81'      |
| 6-6-2014   | Москва           | Росія                | 2 – 0     | Марокко                          | товариський матч                         | -    | 90+1'    |
| 3-9-2014   | Касабланка       | Марокко              | 0 – 0     | Катар                            | товариський матч                         | -    |          |
| 9-10-2014  | Марракеш         | Марокко              | 4 – 0     | Центральноафриканська Республіка | товариський матч                         | 1    | 70'      |
| 13-10-2014 | Марракеш         | Марокко              | 3 – 0     | Кенія                            | товариський матч                         | -    | 66'      |
| 13-11-2014 | Агадір (місто)   | Марокко              | 6 – 1     | Бенін                            | товариський матч                         | 1    | 69'      |
| 16-11-2014 | Агадір (місто)   | Марокко              | 2 – 1     | Зімбабве                         | товариський матч                         | -    | 76'      |
| 28-3-2015  | Агадір (місто)   | Марокко              | 0 – 1     | Уругвай                          | товариський матч                         | -    |          |
| 12-6-2015  | Агадір (місто)   | Марокко              | 1 – 0     | Лівія                            | Відбір до Кубка африканських націй 2017  | 1    |          |
| 5-9-2015   | Сан-Томе (місто) | Сан-Томе і Принсіпі  | 0 – 3     | Марокко                          | Відбір до Кубка африканських націй 2017  | -    |          |
| 9-10-2015  | Агадір (місто)   | Марокко              | 0 – 1     | Кот-д'Івуар                      | товариський матч                         | -    | 62'      |
| 12-10-2015 | Агадір (місто)   | Марокко              | 1 – 1     | Гвінея                           | товариський матч                         | 1    |          |
| 12-11-2015 | Агадір (місто)   | Марокко              | 2 – 0     | Екваторіальна Гвінея             | Відбір до ЧС 2018                        | -    |          |
| 15-11-2015 | Бата             | Екваторіальна Гвінея | 1 – 0     | Марокко                          | Відбір до ЧС 2018                        | -    | 38'      |
| 26-3-2016  | Прая             | Кабо-Верде           | 0 – 1     | Марокко                          | Відбір до Кубка африканських націй 2017  | -    |          |
| 29-3-2016  | Марракеш         | Марокко              | 2 – 0     | Кабо-Верде                       | Відбір до Кубка африканських націй 2017  | -    |          |
| 27-5-2016  | Танжер           | Марокко              | 2 – 0     | Республіка Конго                 | товариський матч                         | -    |          |
| 3-6-2016   | Радес            | Лівія                | 1 – 1     | Марокко                          | Відбір до Кубка африканських націй 2017  | -    |          |
| 15-11-2016 | Марракеш         | Марокко              | 2 – 1     | Того                             | товариський матч                         | -    | 90+1'    |
| 9-1-2017   | Аль-Айн          | Марокко              | 0 – 1     | Фінляндія                        | товариський матч                         | -    | 46'      |
| 16-1-2017  | Оєм              | ДР Конго             | 1 – 0     | Марокко                          | Кубок африканських націй 2017 - 1-й етап | -    | 61'      |
| 20-1-2017  | Оєм              | Марокко              | 3 – 1     | Того                             | Кубок африканських націй 2017            | -    | 60'      |
| 29-1-2017  | Порт-Жантіль     | Єгипет               | 1 – 0     | Марокко                          | Кубок африканських націй 2017            | -    | 79'      |
| Усього     |                  | Матчів               | 27        |                                  | Голів                                    | 5    |          |

## Титули і досягнення
- Чемпіон Греції (1):

ПАОК: 2018-19
- Володар Кубка Греції (3):

ПАОК: 2017-18, 2018-19, 2020-21